# Ceratostylis glabriflora
Ceratostylis glabriflora är en orkidéart som beskrevs av Rudolf Schlechter. Ceratostylis glabriflora ingår i släktet Ceratostylis och familjen orkidéer. Inga underarter finns listade i Catalogue of Life.